# جوزف هانسن (قایقران روئینگ)
جوزف هانسن (انگلیسی: Joseph Hansen؛ زادهٔ ۱۳ آگوست ۱۹۷۹) قایقران روئینگ اهل ایالات متحده آمریکا بود.
وی در مسابقات کشوری و بین‌المللی در مجموع برندهٔ ۱ مدال طلا شده‌است.